# Nototriche compacta
Nototriche compacta är en malvaväxtart som först beskrevs av Asa Gray, och fick sitt nu gällande namn av Arthur William Hill. Nototriche compacta ingår i släktet Nototriche och familjen malvaväxter. Inga underarter finns listade i Catalogue of Life.